# Ischnopteris aurudaria
Ischnopteris aurudaria är en fjärilsart som beskrevs av William Schaus 1901. Ischnopteris aurudaria ingår i släktet Ischnopteris och familjen mätare. Inga underarter finns listade i Catalogue of Life.